# Hololepta cavata
Hololepta cavata är en skalbaggsart som beskrevs av Lewis 1912. Hololepta cavata ingår i släktet Hololepta och familjen stumpbaggar. Inga underarter finns listade i Catalogue of Life.